# Championnat d'Espagne de football 1968-1969
Navigation
Primera División 1967-68 Primera División 1969-70
Le championnat d'Espagne de football 1968-1969 est la 38e édition du championnat. Elle est remportée par le Real Madrid qui conserve son titre. Organisée par la Fédération espagnole de football, elle se dispute du 14 septembre 1968 au 20 avril 1969.
Le club madrilène l'emporte avec neuf points d'avance sur le deuxième, l'UD Las Palmas et onze points sur le troisième, le CF Barcelone. C'est le quatorzième titre des « Merengues » en championnat, le troisième à la suite.
Le système de promotion/relégation est modifié : descente et montée automatique pour les trois derniers de division 1 et les trois premiers de division 2, les barrages de promotion sont supprimés. En fin de saison, le CD Málaga, l'Espanyol Barcelone et le Córdoba CF, sont relégués en deuxième division. Ils sont remplacés la saison suivante par le Séville CF, le Celta Vigo et le RCD Majorque.
L'Espagnol Amancio Amaro, du Real Madrid, et l'Argentin José Eulogio Gárate, de l'Atlético Madrid, terminent meilleurs buteurs du championnat avec 14 réalisations.

## Règlement de la compétition
Le championnat de Primera División est organisé par la Fédération espagnole de football, il se déroule du 14 septembre 1968 au 20 avril 1969.
Il se dispute en une poule unique de 16 équipes qui s'affrontent à deux reprises, une fois à domicile et une fois à l'extérieur. L'ordre des matchs est déterminé par un tirage au sort avant le début de la compétition.
Le classement final est établi en fonction des points gagnés par chaque équipe lors de chaque rencontre : deux points pour une victoire, un pour un match nul et aucun en cas de défaite. En cas d'égalité de points entre deux ou plusieurs de clubs en fin de championnat, le classement se fait à la différence de buts. L'équipe possédant le plus de points à la fin de la compétition est proclamée championne. En fin de saison, la Segunda División étant passé à un groupe unique de 20 clubs, les trois derniers du championnat de Primera División sont relégués en Segunda División et remplacés par les trois premiers de ce championnat.

## Équipes participantes
Cette saison de championnat se dispute à 16 équipes.
| \| A. Bilbao Atlético Madrid CF Barcelone Real Madrid Valence CF Real Saragosse Elche CF Córdoba CF Espanyol UD Las Palmas Pontevedra CF CE Sabadell CD Málaga Real Sociedad D. La Corogne Grenade CF \| Localisation des clubs engagés dans le championnat. |
| A. Bilbao Atlético Madrid CF Barcelone Real Madrid Valence CF Real Saragosse Elche CF Córdoba CF Espanyol UD Las Palmas Pontevedra CF CE Sabadell CD Málaga Real Sociedad D. La Corogne Grenade CF                                                           |

| Clubs                | Ville                      | Stade             | Capacité |
| -------------------- | -------------------------- | ----------------- | -------- |
| Atlético Bilbao      | Bilbao                     | San Mamés         | 41 400   |
| Atlético Madrid      | Madrid                     | Manzanares        | 70 000   |
| CF Barcelone         | Barcelone                  | Camp Nou          | 90 138   |
| Córdoba CF           | Cordoue                    | El Arcángel       | 23 800   |
| Deportivo La Corogne | La Corogne                 | Riazor            | 22 182   |
| Elche CF             | Elche                      | Altabix (es)      | 12 000   |
| Espanyol Barcelone   | Barcelone                  | Sarriá            | 37 618   |
| Grenade CF           | Grenade                    | Los Cármenes      | 12 700   |
| UD Las Palmas        | Las Palmas de Gran Canaria | Insular           | 20 000   |
| Real Madrid          | Madrid                     | Santiago Bernabéu | 90 123   |
| CD Málaga            | Malaga                     | La Rosaleda       | 11 734   |
| Pontevedra CF        | Pontevedra                 | Pasarón           | 19 500   |
| CE Sabadell          | Sabadell                   | Nova Creu Alta    | 20 000   |
| Real Saragosse       | Saragosse                  | La Romareda       | 32 416   |
| Real Sociedad        | Saint-Sébastien            | Atocha            | 25 443   |
| Valence CF           | Valence                    | Mestalla          | 53 436   |

## Classement
| Rang | Équipe                 | Pts | J  | G  | N  | P  | Bp | Bc | Diff |
| ---- | ---------------------- | --- | -- | -- | -- | -- | -- | -- | ---- |
| 1    | Real Madrid T          | 47  | 30 | 18 | 11 | 1  | 46 | 21 | +25  |
| 2    | UD Las Palmas          | 38  | 30 | 15 | 8  | 7  | 45 | 34 | +11  |
| 3    | CF Barcelone           | 36  | 30 | 13 | 10 | 7  | 40 | 18 | +22  |
| 4    | CE Sabadell            | 32  | 30 | 10 | 12 | 8  | 33 | 34 | -1   |
| 5    | Valence CF             | 31  | 30 | 10 | 11 | 9  | 36 | 39 | -3   |
| 6    | Atlético Madrid        | 30  | 30 | 10 | 10 | 10 | 40 | 37 | +3   |
| 7    | Real Sociedad          | 29  | 30 | 10 | 9  | 11 | 36 | 33 | +3   |
| 8    | Grenade CF P           | 29  | 30 | 11 | 7  | 12 | 26 | 38 | -12  |
| 9    | Elche CF               | 29  | 30 | 7  | 15 | 8  | 25 | 23 | +2   |
| 10   | Deportivo La Corogne P | 28  | 30 | 11 | 6  | 13 | 39 | 44 | -5   |
| 11   | Atlético Bilbao C      | 28  | 30 | 10 | 8  | 12 | 42 | 46 | -4   |
| 12   | Pontevedra CF          | 27  | 30 | 7  | 13 | 10 | 20 | 23 | -3   |
| 13   | Real Saragosse         | 26  | 30 | 8  | 10 | 12 | 36 | 36 | 0    |
| 14   | CD Málaga              | 25  | 30 | 9  | 7  | 14 | 37 | 42 | -5   |
| 15   | Espanyol Barcelone     | 24  | 30 | 8  | 8  | 14 | 29 | 36 | -7   |
| 16   | Córdoba CF             | 21  | 30 | 5  | 11 | 14 | 31 | 57 | -26  |

- Champion, qualification pour la Coupe des clubs champions 1969-1970 en tant que champion
- Qualification pour la Coupe des vainqueurs de coupe de football 1968-1969 en tant que vainqueur de la Coupe d'Espagne
- Qualification pour la Coupe des villes de foires 1969-1970
- Relégation en Segunda División

## Bilan de la saison
| Championnat d'Espagne de football 1968-1969 |                         |
| Champion                                    | Real Madrid (14e titre) |
| Dauphin                                     | UD Las Palmas           |
| Coupes et trophées                          |                         |
| Vainqueur de la Coupe d'Espagne 1968-1969   | Atlético Bilbao         |
| Promotions et relégations                   |                         |
| Promus en Primera División                  | Séville CF              |
| Promus en Primera División                  | Celta Vigo              |
| Promus en Primera División                  | RCD Majorque            |
| Relégués en Segunda División                | CD Málaga               |
| Relégués en Segunda División                | Espanyol Barcelone      |
| Relégués en Segunda División                | Córdoba CF              |